# Franciszek Chmielewski
Franciszek Chmielewski herbu Wieniawa – miecznik przemyski w 1733 roku.
Był członkiem konfederacji województwa ruskiego, zawiązanej 10 grudnia 1733 roku w obronie wolnej elekcji Stanisława Leszczyńskiego.